# Chromodoris fentoni
Chromodoris fentoni is een slakkensoort uit de familie van de Chromodorididae. De wetenschappelijke naam van de soort is voor het eerst geldig gepubliceerd in 2011 door Valdés, Gatdula, Sheridan & Herrera.